# Nagasaki Kunchi

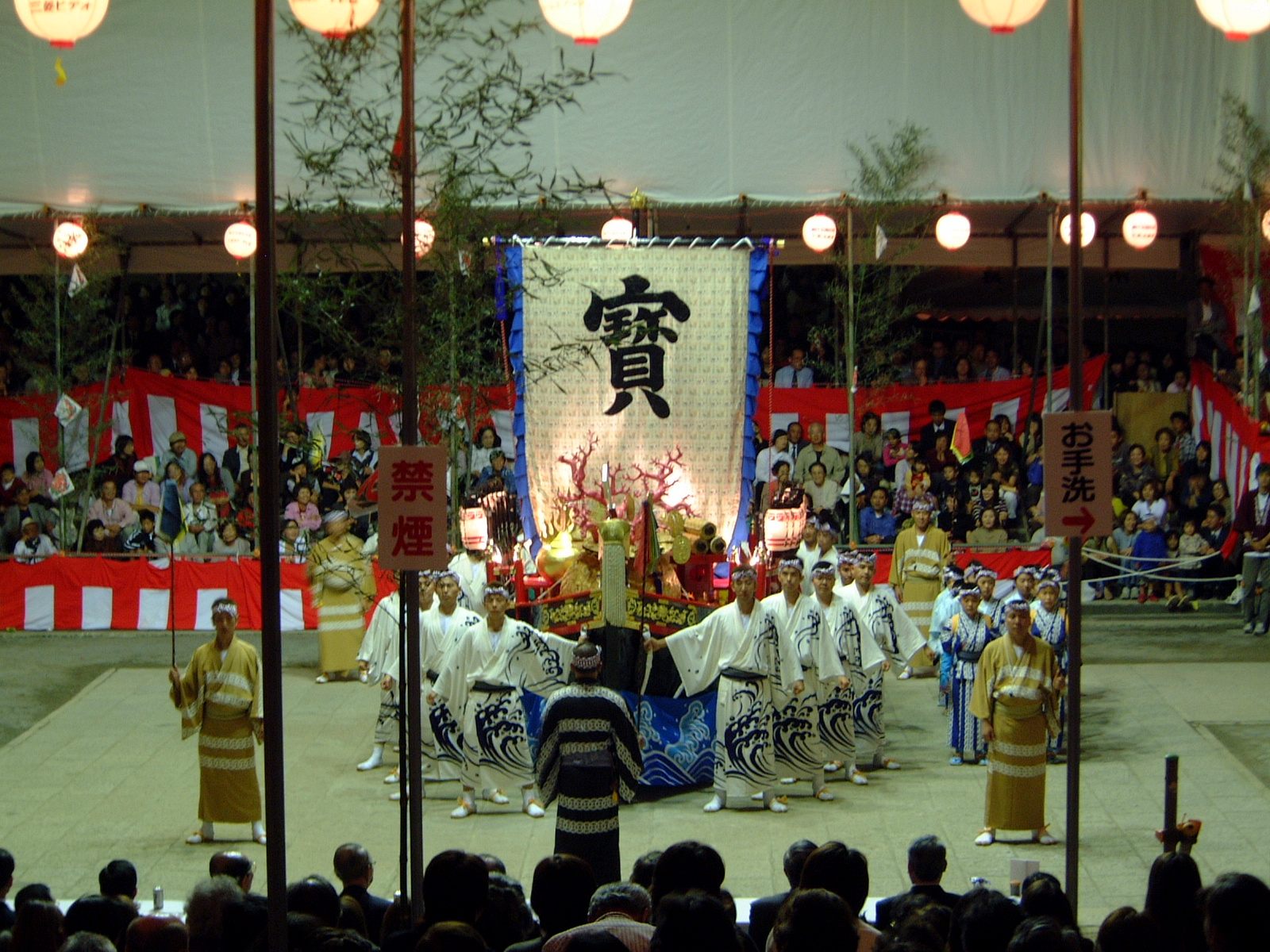
Festival Kunchi de Nagasaki.

Kunchi (くんち?), también Nagasaki Kunchi (長崎 くんち?) o Nagasaki Okunchi (長崎お くんち?), es el más famoso festival de Nagasaki, Japón. Se inició como una celebración de la cosecha de otoño a finales del siglo XVI y se convirtió en un festival cuando el Santuario Suwa fue fundado en 1642. Otro objetivo era comprobar si había cristianos ocultos después de la prohibición del cristianismo en Japón. Una de las más famosas representaciones del festival es la "danza del Dragón" que se realizó originalmente en año nuevo por los residentes chinos en Nagasaki. Los ensayos para la fiesta comienzan el 1 de junio. Del 7 al 9 de octubre las presentaciones del festival, que claramente refleja la colorida historia de Nagasaki, desborda de los tres sitios del festival en las calles y crea un ambiente de fiesta por toda la ciudad.